# Улица Пархоменко (Салават)
Улица Пархоменко (башк. Пархоменко урамы) — улица проходит от улицы Чапаева до улицы Пионерской.

## История
Застройка улицы началась в 1950 году.   Первоначальное название - Бульвар Матросова. Переименована 20.02.1969г. 
Улица застроена в основном кирпичными 2-6 этажными домами.
Улица Пархоменко расположена в восточной части города. Она проходит мимо городской больницы № 1 (бывшей поликлиники СМЗ), стадиона «Строитель».

## Трасса
Улица Пархоменко начинается от улицы Чапаева и заканчивается на улице Пионерская. Пересекает улицы Ключевая, Хирургическая, Речная, Пионерская, Монтажников.

## Транспорт
По улице Пархоменко ходят автобусы и маршрутные такси №1. Движение транспорта от улицы Чапаева до Монтажников одностороннее (для общественного двухстороннее), далее двухсторонее.

## Примечательные здания и сооружения
д. 17 Продовольственный магазин «Ливада», банк Уралсиб.